# Kʼicheʼ (jazyk)
Kʼicheʼ (vlastní výslovností kʼiˈtʃʰeʔ), ve španělském zápisu quiche (endonymum též Qatzijobʼal, doslova „náš jazyk“), je s cca 1,1 milionem mluvčích druhý nejpoužívanější mayský jazyk a vedle qʼeqchiʼ, nahuatlu, kečuánštiny, ajmarštiny a guaranštiny jeden z nejzastoupenějších původních amerických jazyků vůbec. 

Kʼicheʼ v kontextu dalších mayských jazyků

Mluví jím národ Kʼicheʼ žijící v jižní Guatemale a okrajově též v příhraničních oblastech Mexika. V Guatemale je jazyk rozšířen především v departmentech Quetzaltenango, Quiché, Retalhuleu, Sololá, Suchitepéquez a Totonicapán, v Mexiku pak ve státě Chiapas.